# Günther Maleuda
Günther Malenda (né le 20 janvier 1931 à Alt Beelitz - mort le 18 juillet 2012 à Bernau bei Berlin) est un homme politique est-allemand. Membre du DBD, député à la Chambre du peuple, il préside cette assemblée de 1989 à 1990.